# Saint-Flour-de-Mercoire
 Saint-Flour-de-Mercoire  es una población y comuna francesa, situada en la región de Languedoc-Rosellón, departamento de Lozère, en el distrito de Mende y cantón de Langogne.

## Demografía
| 165 | 130 | 106 | 109 | 113 | 121 |
| Para los censos de 1962 a 1999 la población legal corresponde a la población sin duplicidades (Fuente: INSEE [Consultar]) |     |     |     |     |     |